# Ангарськ – Зима (етиленопровід)
Ангарськ — Зима — продуктопровід у Східному Сибіру, прокладений між кількома підприємствами нафтохімічної галузі Росії.
1982 року в Ангарську (місто на лівому березі Ангари за два десятки кілометрів на північний захід від Іркутська) почала роботу потужна — 300 тисяч тонн етилену на рік — піролізна установка. Вона не забезпечила збільшення потужностей з полімеризації на ангарському майданчику, але й дозволила розпочати постачання інших підприємств. Для цього проклали продуктопровід довжиною 232 км та діаметром 219 мм, який подавав етилен на Зиминський хімічний комбінат у місті Саянськ (на правобережжі річки Ока, лівої притоки Ангари), де випускали полівінілхлорид. 
Також здійснювалось постачання заводу хімії хлору в Усол'ї-Сибірському (два десятки кілометрів на північний захід від Ангарська, так само на лівому березі Ангари), де з етилена отримували дихлоретан (також відомо, що в Усол'ї етилен споживало виробництво тетрахлоретану, проте його запуск був пов'язаний з ацетиленовим шляхом до отримання етилену).
Для забезпечення безперебіного функціонування системи, в Зимі спорудили буферне сховище етилену ємністю 10 тисяч тонн.
Наприкінці 2000-х «Усольєхімпром» потрапив у скрутне становище, а наступного десятиліття взагалі збанкрутував, після чого споживачем доставленої по етиленпроводу сировини міг бути лише «Саянськхімпласт» (теперішня назва Зиминського хімкомбінату).
2016 року стався піврічний перебій з поставками етилену — спочатку внаслідок аварії в Ангарську, а потім через суперечку між постачальником та споживачем цього олефіну з приводу ціноутворення. Незважаючи на підписання мирової угоди наприкінці 2017 року, власники «Саянськхімпому» в березні 2018 року уклали угоду з відомою французькою компанією Technip щодо проектування власної піролізної установки потужністю 200 тисяч тонн етилену, що повинно не лише покрити поточні потреби (2017 року випустили 264 тисячі тонн полівінілхлориду), але й надати можливість значного збільшення потужностей.